# Värmlands paradisäpple
Värmlands paradisäpple är en äppelsort vars ursprung är, som namnet antyder, Värmland, Sverige. Äpplet som är medelstort har ett skal som är rött och närmast grönaktigt. Köttet som är löst har en sötsyrlig smak. Värmlands paradisäpple mognar i september–oktober, och det passar såväl som ätäpple som i köket. I Sverige odlas Värmlands paradisäpple gynnsammast i zon 1–4.